# نادي الحمام
نادي الحمام أو نادي الحمام الرياضي، هو نادي رياضي مصري يقع بمحافظة مطروح بمدينة الحمام.